# Ferdinand Konščak
Ferdinand Konščak (Varaždin, 2. prosinca 1703. ‒ San Ignacio, 10. rujna 1759.), hrvatski katolički svećenik, isusovac, misionar, istraživač, kartograf, geolog, matematičar, prirodoslovac, astronom i graditelj.
Kao isusovački misionar postao je jedan od najslavnijih istraživača meksičkoga poluotoka Kalifornije, koji je dokazao da je Kalifornija poluotok. Bio je graditelj puteva i nasipa te nadzornik svih isusovačkih redukcija u Meksiku, a njegovo ime nosi otočić Consag Rocks (njegovo meksičko ime je bilo Fernando Consag) na sjeveru Kalifornijskoga zaljeva.

## Životopis
Ferdinand Konščak rođen je u Varaždinu 1703. godine. Osnovnu školu i gimnaziju pohađao je u Varaždinu. Zaredio se i bio primljen u novicijat Družbe Isusove u Trenčinu u današnjoj Slovačkoj. Poslan je u Leoben u Štajerskoj, gdje je godinu dana proučavao klasike, stilistiku i govorništvo. Zatim je tri godine studirao filozofiju u Grazu. Godine 1725/26. predavao je počela gramatike na Isusovačkom kolegiju u Zagrebu, a 1726/27. "humaniora studia", tj. klasične studije na gimnaziji u Budimu u Ugarskoj. U Budimu je 1728. godine objavio zbirku pjesama pod naslovom Nagadia versibus latinus, koja je sačuvana u knjižnici u Budimpešti. Od 1727. do 1729. godine studirao je teološke studije na Sveučilištu u Grazu. Godine 1729. otputovao je u Cadiz u Španjolskoj, a zatim u Ameriku, gdje je od 1732. do smrti djelovao kao misionar u Donjoj Kaliforniji (Meksiko), uglavnom u San Ignaciju. Od 1748. godine poglavar je te misije u kojoj je sagradio crkvu, a 1748. i 1758. godine ujedno je vizitator svih kalifornijskih misija.

## Djelovanje kao istraživač, graditelj i kartograf
Poduzimao je tri ekspedicije (1746., 1751. i 1753. godine) u kojima je sustavno istraživao neznana područja poluotoka. U prvoj do ušća Rio Colorada, razriješio je više od dva stoljeća staru dilemu o Donjoj Kaliforniji, dokazavši da nije otok nego poluotok. Oko 1748. godine izradio je preciznu kartu Donje Kalifornije, a oko 1750. godine i kartu Kalifornijskog zaljeva. U drugoj ekspediciji putovao je kopnom po poluotoku do Tihog oceana i obalom prema sjeveru, dok je u trećoj prolazio kroz unutrašnjost poluotoka na sjever do 30. stupnja sjeverne zamljopisne širine. U svim ekspedicijama bilježio je podatke o terenu, prirodnim bogatstvima i starosjediocima. Osnovao je nove misije, gradio akvadukte, nasipe, kanale za odvodnju, sudjelovao pri otvaranju prvih rudnika srebra na poluotoku. Još za života objavljeni su njegovi dnevnici ekspedicijâ, prevedeni na nekoliko jezika, u više izdanja, a njegove karte poluotokâ i zaljevâ bile su vrlo popularne u to doba i često precrtavane. Jedan otočić na sjeveru Kalifornijskog zaljeva nosi njegovo ime: Roca Consag (Consag Rocks na sjeveru Kalifornijskog zaljeva 17 milja od grada San Felipe).

## Djela
- Nagadia versibus latinus, zbirka pjesama. Budim 1728.
- Karta Kalifornije, 1746.
- Karta Kalifornije, 1747.
- Karta Donje Kalifornije, oko 1748.
- Karta Kalifornijskog zaljeva, oko 1750.
- Kalifornijski zapisi oca Ferdinanda Konšćaka iz Družbe Isusove, uvodna studija i prijevod Mirjana Polić Bobić, Hrvatska sveučilišna naklada, Zagreb, 2015.[2]

## Vanjske poveznice
- Konšćak, Ferdinand Hrvatska tehnička enciklopedija, portal hrvatske tehničke baštine. LZMK